# Škale
Škale so nekdanje naselje v Mestni občini Velenje.